# 김철민 (축구인)
김철민(한국 한자: 金哲敏, 1978년 10월 30일 ~ )은 대한민국의 전 축구 선수이며, 포지션은 미드필더였다.